# Xanthogramma
Xanthogramma is een geslacht van vliegen uit de familie van de zweefvliegen (Syrphidae). De wetenschappelijke naam van de soort is voor het eerst geldig gepubliceerd in 1860 door Ignaz Rudolph Schiner.
De meeste soorten zijn zwart met heldergele strepen en lijken op wespen. Over hun leefwijze is vrij weinig bekend. De larven blijken myrmecofiel (aangetrokken tot mieren). In Duitsland vond K. Hölldobler in 1929 X. citrofasciatum in een nest van Lasius-mieren. De larve van X. pedissequum is ook in nesten van Lasius aangetroffen en wellicht voedt ze zich met ondergronds levende bladluizen die de mieren om hun honingdauw gebruiken. De larve van X. pedissequum voedt zich ook met bladluizen die leven op wortels maar niet in mierennesten. Het geslacht is verwant met Sphaerophoria waarvan de larven ook van bladluizen leven, maar Xanthogramma zijn duidelijk breder van vorm dan de lange en slanke Sphaerophoria.

## Soorten
Volgende soorten zijn in Europa gekend:
- X. citrofasciatum

Streepcitroenzweefvlieg (De Geer, 1776)
- X. dives (Rondani, 1857)
- X. flavipes (Loew, 1863)
- X. flavomarginatum (Strobl, 1902)
- X. laetum

Wimpercitroenzweefvlieg (Fabricius, 1794)
- X. marginale (Loew, 1854)
- X. pedissequum

Gewone citroenzweefvlieg (Harris, 1776)
- X. stackelbergi Violovitsh, 1975